# 波特·羅賓森
波特·韋斯頓·羅賓森（英語：Porter Weston Robinson，1992年07月15日—）是一位來自教堂山的美國唱片製作人、音樂家、歌手和DJ。羅賓森在童年時期開始創作音樂。18歲時，他被 Skrillex 旗下的唱片公司OWSLA簽下 ，並於 2011 年發行 EP《Spitfire》。隔年被告示牌評為21位21歲以下優秀藝人之一。
Porter的首張錄音室專輯《Worlds》於2014年發行，成功拿下告示牌最佳舞曲／電子專輯排行榜冠軍。他榮獲2015年MTVU伍迪年度藝術家獎，連續七年列入DJ雜誌百大DJ榜單中。在2017年首屆電子音樂獎上，他與Madeon憑藉單曲《Shelter》和「Shelter Live Tour」巡迴演出分别獲得年度單曲獎和年度現場表演獎的提名。2017年，他開始以Virtual Self的名義製作音樂，並於同年發行了同名EP《Virtual Self》。
Porter於2017年以Virtual Self名義發行的單曲〈Ghost Voices〉獲得了葛萊美獎最佳舞曲獎提名。他於2021年發行了第二張錄音室專輯《Nurture》，再次登上告示牌最佳舞曲／電子專輯排行榜冠軍，獲得了各界的讚譽。《Nurture》也被列入多個年度榜單，例如告示牌2021年度最佳專輯榜單。

## 早期生活
Porter 出生於喬治亞州亞特蘭大，目前居住在教堂山。他被北卡羅來納大學教堂山分校錄取，他的父母都是該校的校友，但由於他剛剛開始他的音樂事業，他並沒有入學。 他是家中四位男生中第二大的。 他表示他和其他的 DJ 和唱片製作人 Madeon、Zedd 和 Dillon Francis 是非常親密的朋友。 

## 職業生涯

### 2005-13：音樂生涯開始與《Spitfire》EP
Porter 在音樂製作上完全自學，12 歲時開始製作。在線上論壇發表早期音樂時，他遇到了未來的朋友兼合作者 Madeon（當時使用别名 Daemon 或 Wayne Mont）。 2005年至2010年，他以 Ekowraith 的名義，在 YAWA Recordings 旗下發行了 Hands Up 曲風的音樂。
Porter 之後開始創作並發明名為 Complextro 的音樂，在他的音樂中添加受古典啟發的旋律和複雜的過門。  Porter 於 2010 年開始以自己的本名發行音樂，在 Glamara Records 和 Big Fish Recordings 旗下發行了多首單曲。當時他最著名的單曲之一是〈Say My Name〉，該歌曲在Beatport排行榜上排名第一，將羅賓森帶入了主流舞曲音樂世界。  18 歲時，Porter 開始引起國際關注，引起了 Dubstep 曲風製作人 Skrillex 的注意。  2011 年，他在 Skrillex 旗下的新廠牌 OWSLA 簽下了一張 EP ，發行了包含 11 首歌的《Spitfire》 。做為在 OWSLA 旗下發行的第一個作品，它在 iTunes 舞曲排行榜 和 Beatport 排行榜 上名列前茅，發布後甚至導致後者的網站伺服器崩潰。  
Porter 於 2012 年 4 月 10 日透過北美的 Big Beat Records 和 Ministry of Sound 廠牌發行了單曲〈Language〉  。這首歌的製作與 Porter 以往的 Complextro 曲風不太相同，更傾向於優美的旋律和夢幻的鋼琴主音。这首歌在Beatport 和 iTunes 舞曲排行榜上升至排行榜第一名。 此單曲最初於 1 月 27 日透過 BBC Radio 1 Essential Mix 現場首播。該MV由 Jodeb 導演，於 2012 年 8 月 1 日透过 Ministry of Sound 的 YouTube 頻道發布。這首歌還被收錄為 2012 年遊戲 Forza Horizon 的選單介面音樂。  2012 年剩下的時間裡，Porter 展開了名為「Language Tour」的巡迴演出，由 Mat Zo 和 The M Machine 擔任嘉賓。
Porter 共同創作了 Zedd 的美國十大熱門單曲〈Clarity〉，並擔任和聲。 這首歌原本將成為兩人的合作歌曲〈Poseidon〉，但 Porter 在歌名上撤下了自己的名字，因為他不想在自己第一張錄音室專輯前，發布一張風格太過流行的單曲。  2012 年 12 月 17 日，與 Mat Zo 合作的單曲〈Easy〉 由 Ministry of Sound 在 Beatport 上獨家預先發行，並連續兩周霸榜 Beatport百強排行榜 上的第一名。 完整的正式版與動畫 MV 於 2013 年春季發布。 

### 2014：《Worlds》專輯

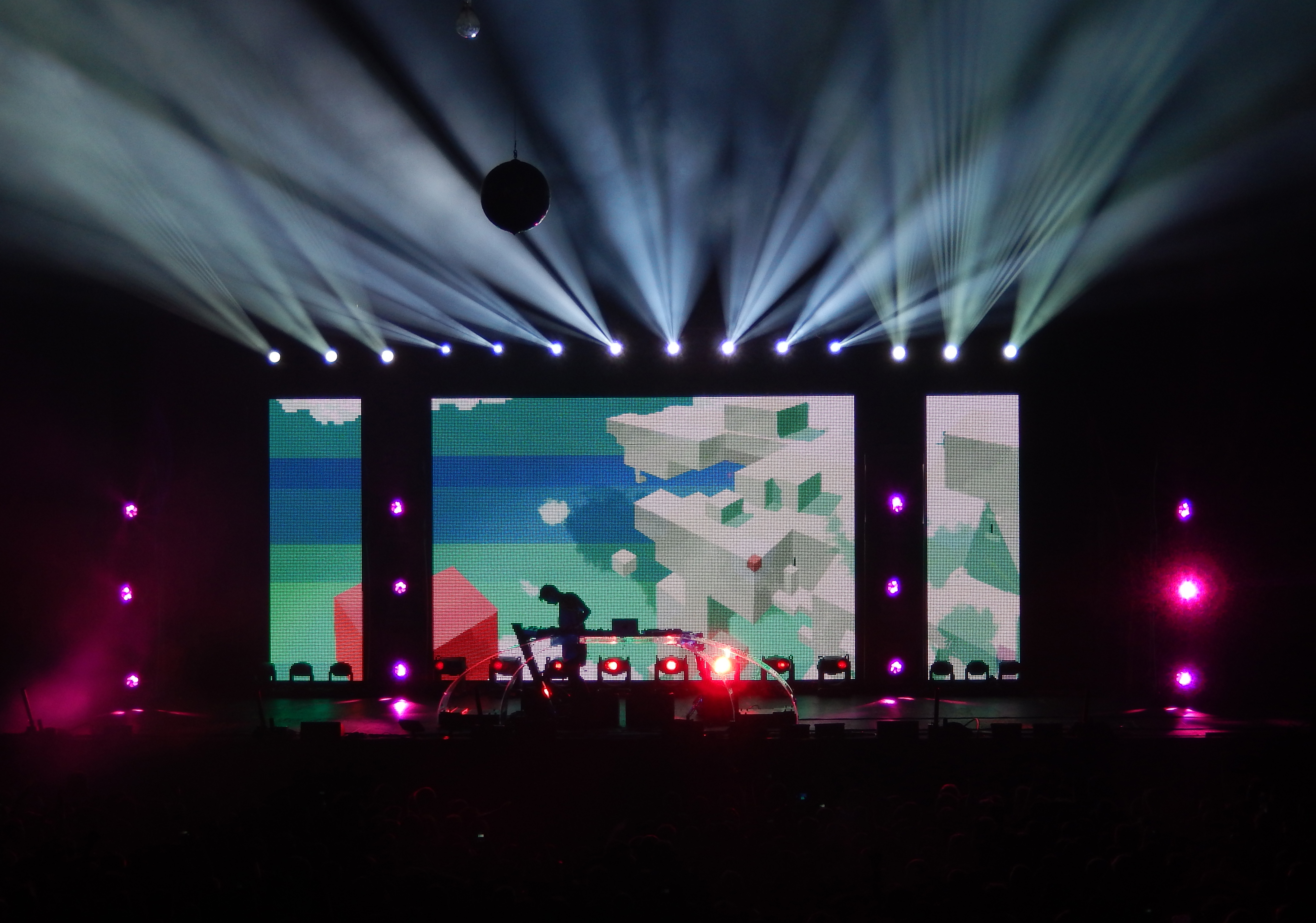
Porter 在 2014 年舉辦 Worlds Live 演出

Porter 的首張錄音室專輯《Worlds》於 2014 年 8 月 12 日透過 Astralwerks 和 Virgin EMI 旗下發行。這張專輯更注重在具有懷舊感的旋律，與他之前擁有著低音主導的歌曲形成強烈對比。Porter 也與多位歌手和樂團合作，包括 Urban Cone、Lemaitre、Breanne Düren 和 Amy Millan 。Porter 自己的歌聲也首次出現在單曲〈Sad Machine〉中， VOCALOID 軟體中的虛擬人聲 Avanna 也被用做這首單曲的主唱。 隨後，Porter 開始了 ［Worlds Live」 巡迴演出，演出內容包含他自己唱歌與全新合成器演奏，由 Giraffage 和 Lemaitre 擔任演出嘉賓。 這次的巡演也包含了許多知名音樂節的參與，包含超世代音乐节、Electric Daisy Carnival 和 科切拉音乐节。    《Worlds》的 Remix 專輯《Worlds Remixed》於 2015 年 10 月 2 日發行，其中包含 Odesza、San Holo、Mat Zo、Electric Mantis、Galimatias、Last Island、Chrome Sparks、Deon Custom、Rob Mayth、Point Point、Sleepy Tom 和 Slumberjack 的 Remix 作品。

### 2016-19：〈Shelter〉和 Virtual Self
2016 年 1 月 31 日，Porter 在他的 Twitter 帳號上宣布，在罹患憂鬱症一年半後，他正在製作新東西。 8 月 11 日，他與本名為 Hugo Leclercq 的 Madeon 合作發行了單曲《Shelter》。  《Shelter》的動畫 MV 於同年 10 月 18 日發布，由 A-1 Pictures 製作動畫，並由 Porter、A-1 Pictures 和 Crunchyroll 共同製作。 隨後，Porter 與 Madeon 開始了將近一年的世界巡迴演出，名為 「Shelter Live Tour」，兩人共同在舞台上進行現場演出，由 Danger、Robotaki 和 San Holo 擔任演出嘉賓。 

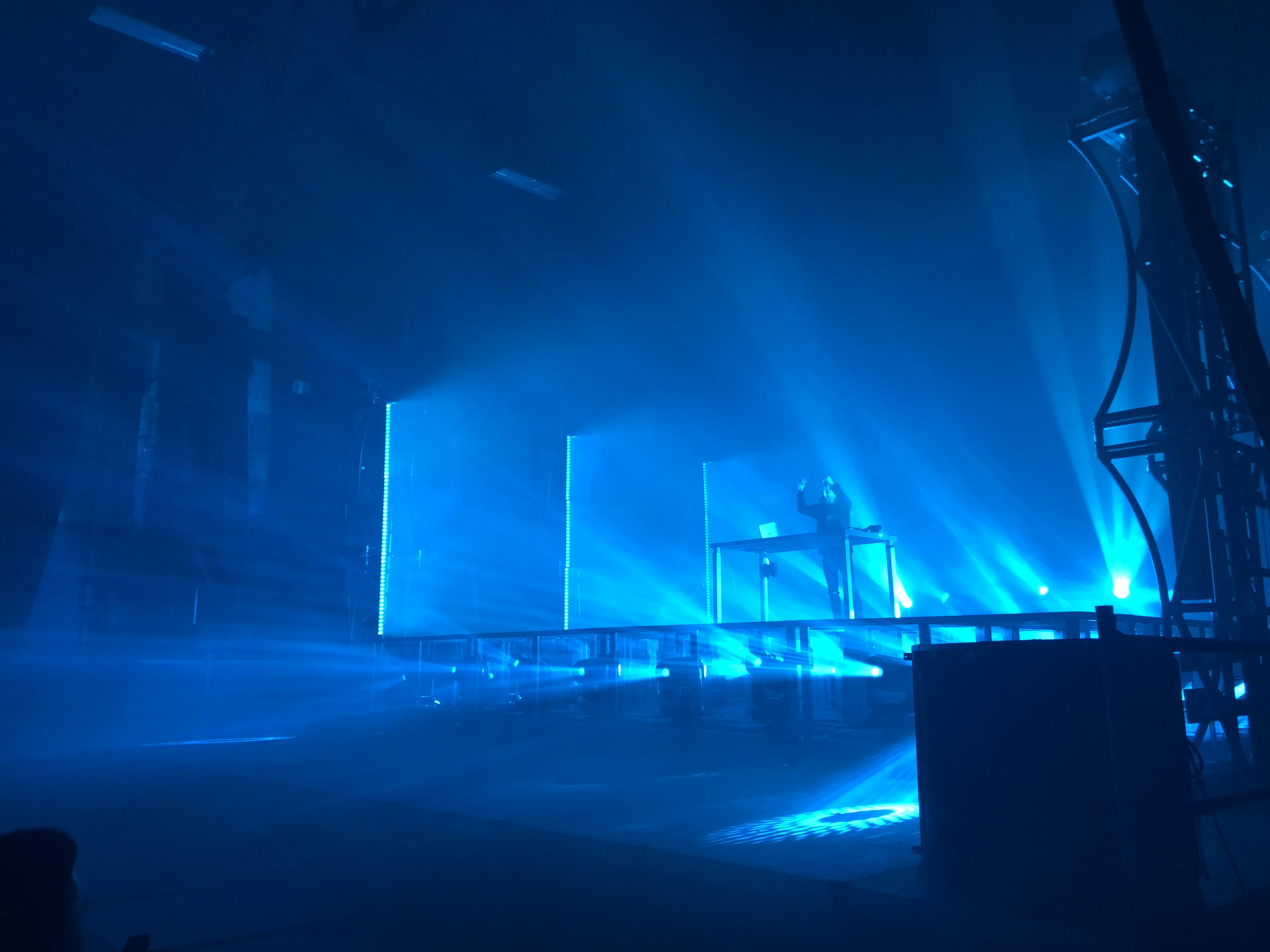
Porter 於 2017 年 12 月 8 日在紐約布魯克林舉辦 Virtual Self 演出

2017 年 10 月 25 日，Porter 透過他的 Twitter 帳號宣布，自己以 Virtual Self 的化名發行了一首名為〈EON BREAK〉的新單曲。 Porter 的 YouTube 頻道還發布了 MV，其中包含抽象的三維藝術影像與神秘的文字，主題似乎集中在「天使」、「虛擬」、「虛空」和「烏托邦」等詞上。 Virtual Self 的第二首單曲於 2017 年 11 月 8 日發行，名為〈Ghost Voices〉，  此歌曲的 MV 於 2018 年 2 月 28 日透過 Porter 的 YouTube 頻道發布。 2019 年 1 月，〈Ghost Voices〉宣布獲得 葛萊美獎最佳舞曲獎 提名，這是 Porter 首次獲得葛萊美獎提名， Porter 在洛杉磯舉辦三次 Virtual Self 的現場演出，以慶祝此項成就。   Porter 在給 Billboard Dance 的一項聲明中表示，他是透過 Twitter 才知道有被提名的。當時，他甚至不知道自己的作品報名了獎項。 
Virtual Self 於 2017 年 11 月 29 日發行同名 EP  2017 年 12 月 8 日，他在紐約布魯克林舉辦首場演出。  Virtual Self 演出也持續到 2018 年，在包括超世代音乐节、Electric Daisy Carnival 和 Bonnaroo 在内的多個音樂節上亮相，隨後在歐洲進行了三場演出和為期兩個月的北美「UTOPiA SySTEM」巡演。  Porter 還於 2018 年 7 月 20 日發行了單曲〈ANGEL VOICES〉，這是〈Ghost Voices〉的 Happy-Hardcore 曲風 Remix 版。
2019 年 3 月 4 日，Porter 宣布在奥克兰舉辦自行策畫的 Multiverse 音樂節，這是一個為期一天的音樂節，由 Goldenvoice 聯合主辦，定於 6 月 15 日在中港海岸公園舉行。 四天後，該地某組織舉報說去年已經有相似名稱的音樂節，Porter 主辦的音樂節名稱改為「Second Sky 音樂節」。 由於原定日期的門票很快售罄，在預售期間加開了第二天的演出。 Porter 在接受 Pollstar 的採訪時表示，「我想要舉辦一個由藝術家策畫的音樂節，主要原因是因為他想讓自己喜歡的音樂有個地方共存。」 在宣布「Second Sky 音樂節」的演出陣容後不久，Porter 又宣布舉辦另一場 Virtual Self 演出， 以他自己本名舉辦六場 DJ 演出， 隨後又舉辦了兩場  Virtual Self 演出。
2019 年 6月，Porter 創辦 Robinson 馬拉維基金會利用「Second Sky 音樂節」收集的資金以及 Porter 自己的財產，向馬拉維的伯基特淋巴瘤的癌症患者捐贈了154,000美金。 Porter 於 2019 年 6 月在他的弟弟 Mark Robinson 戰勝癌症後創立了 Robinson 馬拉維基金會。  2020 年 5 月 9 日，Porter 與國家錄音藝術科學學院合作， 使用「Secret Sky 線上音樂節」籌集的資金向 Musicares COVID-19 救助基金會捐赠了 115,000 美金。 在線上音樂節中，他也預先演出了當時還未發布的新單曲〈Look at the Sky〉，同時也是《Nurture》專輯中的第四首單曲。

### 2020-21：《Nurture》專輯
2020 年 1 月 28 日，Porter 在社群媒體預告了他的第二張專輯《Nurture》，並於 2020 年 1 月 29 日發行了當中第一首單曲〈Get Your Wish〉、該曲的 MV 以及 52 秒的專輯預告片。 這首歌當中，由 Porter 演唱的人聲音調被調高，使它聽起來像是小孩子或女生唱歌的聲音，整張專輯的許多歌曲人聲都採取這種方式製作。  2020 年 3 月 10 日，Porter 發行了專輯中的第二首單曲，名為〈Something Comforting〉，MV 也於 2020 年 3 月 25 日發布。Porter 在接受採訪時表示，這首歌是在他 2015 年和 2016 年創作低潮和罹患憂鬱症的生涯顛峰開始發想的，他明確知道自己喜歡這首歌且想要保留在專輯中。  2020 年 7 月 14 日，Porter 28 歲生日的前一天，他宣布《Nurture》製作暫停一陣子了，隨即聲明專輯將在隔天繼續開始製作。 第二天，Anamanaguchi 的〈Get Your Wish〉Remix 版發布了， 一週後，Porter 以 DJ Not Porter Robinson 的名義也發布了該曲的 Remix 版。  2020 年 8 月 12 日，Porter 在他《Worlds》專輯發行的六周年時在 Soundcloud 上傳了他以前的歌曲〈Shepherdess〉的 Live Edit 版（又名為〈She Heals Everything〉），該曲原版也是《Worlds》專輯豪華版套裝中收入的隱藏歌曲。此外，他還宣布將在《Worlds》發行十周年之際發行歌曲〈Hollowheart〉，這首歌本應該收入該專輯中，但完成時間太晚了。 
2020 年 8 月 26 日，Porter 發行了《Nurture》的第三首單曲〈Mirror〉， MV 於 2020 年 9 月 9 日上傳到 YouTube。  2020 年 12 月 18 日，Porter 宣布《Nurture》已全面完成，專輯將在「幾個月後」发行。大約一个月後，他宣布專輯的第四張單曲〈Look at the Sky〉將於 2021 年 1 月 27 日發行。當天，Porter 同時宣布《Nurture》將於 2021 年 4 月 23 日發行，該專輯也開放 CD、黑膠與數位版的預購。 兩週後，〈Look at the Sky〉的 MV   在 Porter 的 YouTube 頻道上首次亮相。 2021 年 2 月 26 日，Porter 在 Twitter 上宣布，專輯的第五首單曲〈Musician〉將於 3 月 3 日發行，推文也發布了該首歌曲的預告。 這首歌發行後，Porter 闡述了這首歌的創作故事，他說「有一個不同版本的〈Musician〉，我曾把他定為這首歌的最終版本，但後來覺得這首歌已經偏離了原本的創作路線。完全不是一首流行歌曲，它有幾百個个轉調，而且只有一個副歌。”他後來表示，這個版本將在未來舉行的現場表演中播放。 在一份採訪中，Porter 敘述了這首歌的含義「這是在專輯製作後期的幾首歌之一，其實它也代表著自己對整張專輯的慶祝」 後來，據本人透漏，這首歌的主要音效是從 Porter 和英國獨立流行樂團 Kero Kero Bonito 之間未發行的合作歌曲中採樣的。 不久後發布了〈Musician〉的動畫風 MV。 
2021 年 9 月 8 日，Porter 發布了他的 Air2Earth 計劃，這是一个以“單一樣本主導的前衛浩室與迪斯可曲風”的純現場表演計劃。  Porter 於 2021 年 9 月 19 日在加州奧克蘭的第二屆「Second Sky 音樂節」上首演了 Air2Earth 現場演出。

### 2022-現在：〈Cheerleader〉
2022 年 7 月 14 日，Porter 與遊戲英雄聯盟合作發布了一首名為〈Everything Goes On〉，該曲是自他發布《Nurture》後的第一首歌，並作為英雄聯盟宇宙的星光戰士 2022 活動的一部分與 MV 一起發布。 
2022 年 11 月 4 日，街機遊戲 Dance Dance Revolution A3 中添加了歌曲〈Look at the Sky〉和〈Something Comforting〉作為可玩歌曲，也是 Porter 的歌曲在 Dance Dance Revolution 中首次亮相，他說這在他音樂生涯中是很重要的影響。 
2023 年 2 月 17 日，Porter 與 Skrillex 和 Bibi Bourelly 合作的歌曲〈Still Here (With the Ones That I Came With)〉收錄在 Skrillex 的第二張錄音室專輯《Quest for Fire》中。 
2023 年 3 月 7 日，Porter 發布了一个名為 Po-uta 的 Vocaloid 6 的人聲音庫，該音庫模仿了他在《Nurture》中呈現的人聲。  Porter 還發行了一首名為〈Humansongs〉的歌曲作為音庫的演示歌曲。 
2024 年 3 月 20 日，Porter 发布了新专辑中的第一首歌曲《Cheerleader》，并同时在 YouTube 上发布了 MV。

## 個人藝術性

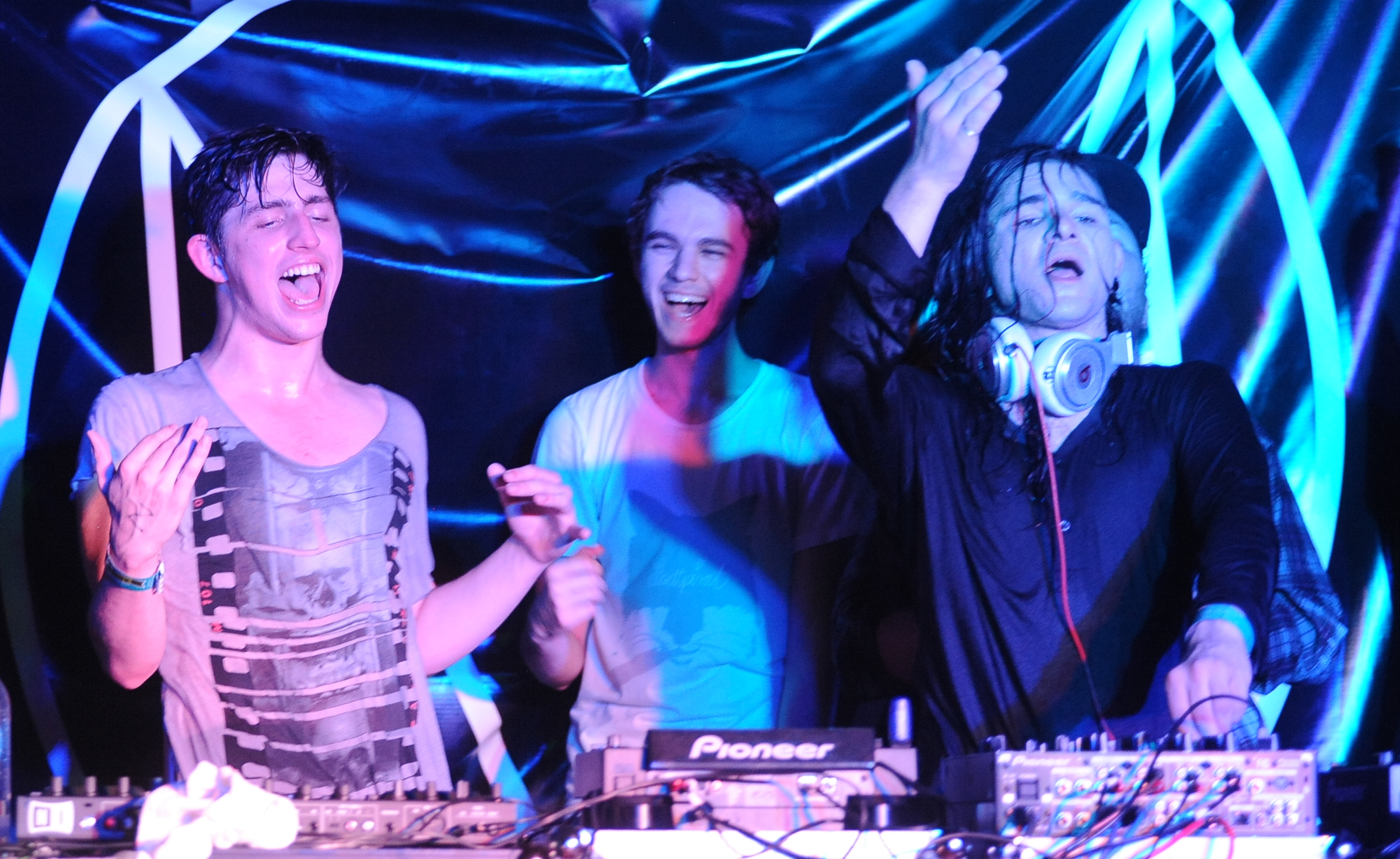
Porter（左）和 Zedd（中）與 Skrillex（右）於 2012 年在 South by Southwest (SXSW) 進行演出

Porter 早期受到遊戲音樂的影響，尤其是Dance Dance Revolution 。他是動漫和日本文化的喜愛者，並將這些元素融入於他的音樂中。  他表示，他最初試圖模仿他在日本遊戲中聽到的音樂，之後以 DJ 的身分演出。 在他的「Language Tour」巡演期間，Porter 開始厭倦崇尚於狂歡以及跳舞的舞曲音樂。  Porter 表示「我越是強迫自己接受這些來自 DJ 舒適圈的東西，我就越討厭這類型的音樂。」 然後，他在接下来的一年左右的時間裡製作了一張新專輯和現場表演，他表示「我的音樂以及現場演出風格經過轉換後，希望我邁向的主題和焦點是清楚的。」 
由於憂鬱症，Porter 在 2015 年没有發行或製作任何新歌， 後來他在第二張專輯《Nurture》中對此經歷進行了反思，專輯當中的歌詞是關於他憂鬱症期間的掙扎，以及後來努力創作並為自己感到驕傲的故事。 在給粉絲的一段文章中，他詳細描述了過去在音樂方面遇到的瓶頸，以及如何克服這些困難。「我意識到自己寫歌時，不應該只是為了效率以及成就或榮譽而寫，應該要期望自己的音樂能真誠的感動人心。所以在當我靈感枯竭且創作不出任何東西時，我不再想『你在這之間掙扎是因為你在騙自己，你沒辦法跟過去的傷痛做個了斷』，我反而開始告訴自己『這一切，這些榮譽，都是你所要犧牲的。』」 

## 私人生活
自 2017 年以來，Porter 開始跟日裔夏威夷人 Rika Mikuriya（御廚理香）發展戀愛關係 2022 年 1 月 2 日，兩了宣布訂婚。  隨後於 2023 年 5 月 7 日正式結婚。 

## 音樂作品
詳情請見 Porter Robinson 音樂作品列表
- 《Worlds》2014
- 《Nurture》2021
- 《Smile!:D》2024

## 獎項紀錄
| 年份 | 屆次                 | 獎項               | 入圍                                         | 結果 |
| ---- | -------------------- | ------------------ | -------------------------------------------- | ---- |
| 2015 | 第 11 屆 MTVU 伍迪獎 | 年度藝人           | 本人                                         | 獲獎 |
| 2017 | 第 1 屆電子音樂獎    | 年度單曲           | 〈Shelter〉（與 Madeon 共同入圍）            | 提名 |
| 2017 | 第 1 屆電子音樂獎    | 最佳現場演出       | 「Shelter Live Tour」（與 Madeon 共同入圍）  | 提名 |
| 2019 | 第 61 屆葛萊美獎     | 最佳舞曲           | 〈Ghost Voices〉（以 Virtual Self 身分入圍） | 提名 |
| 2022 | Billboard 音樂獎     | 最佳舞曲／電子專輯 | 《Nurture》                                  | 提名 |